# Litauens bidrag i Eurovision Song Contest

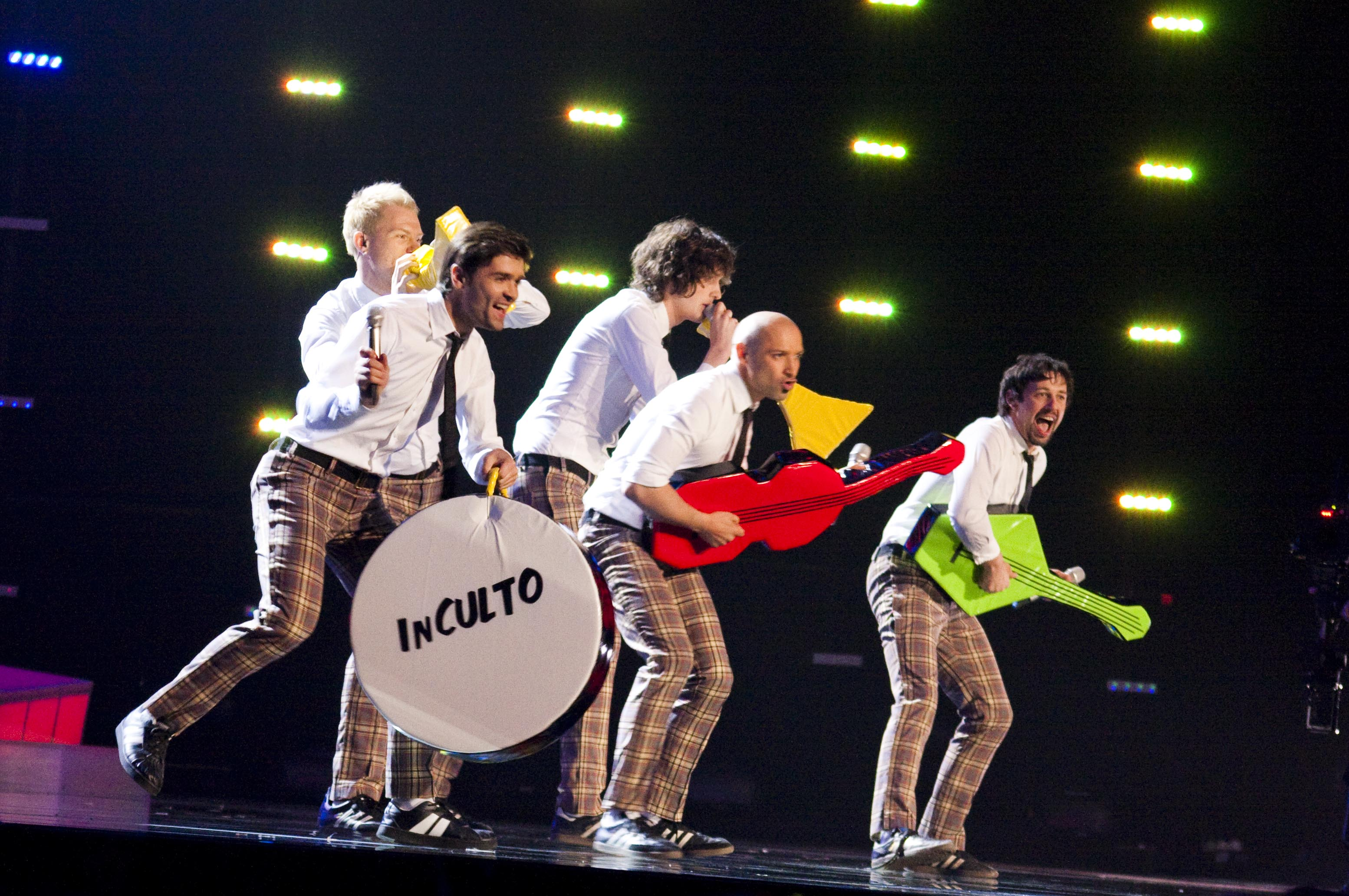
InCulto i Oslo 2010.

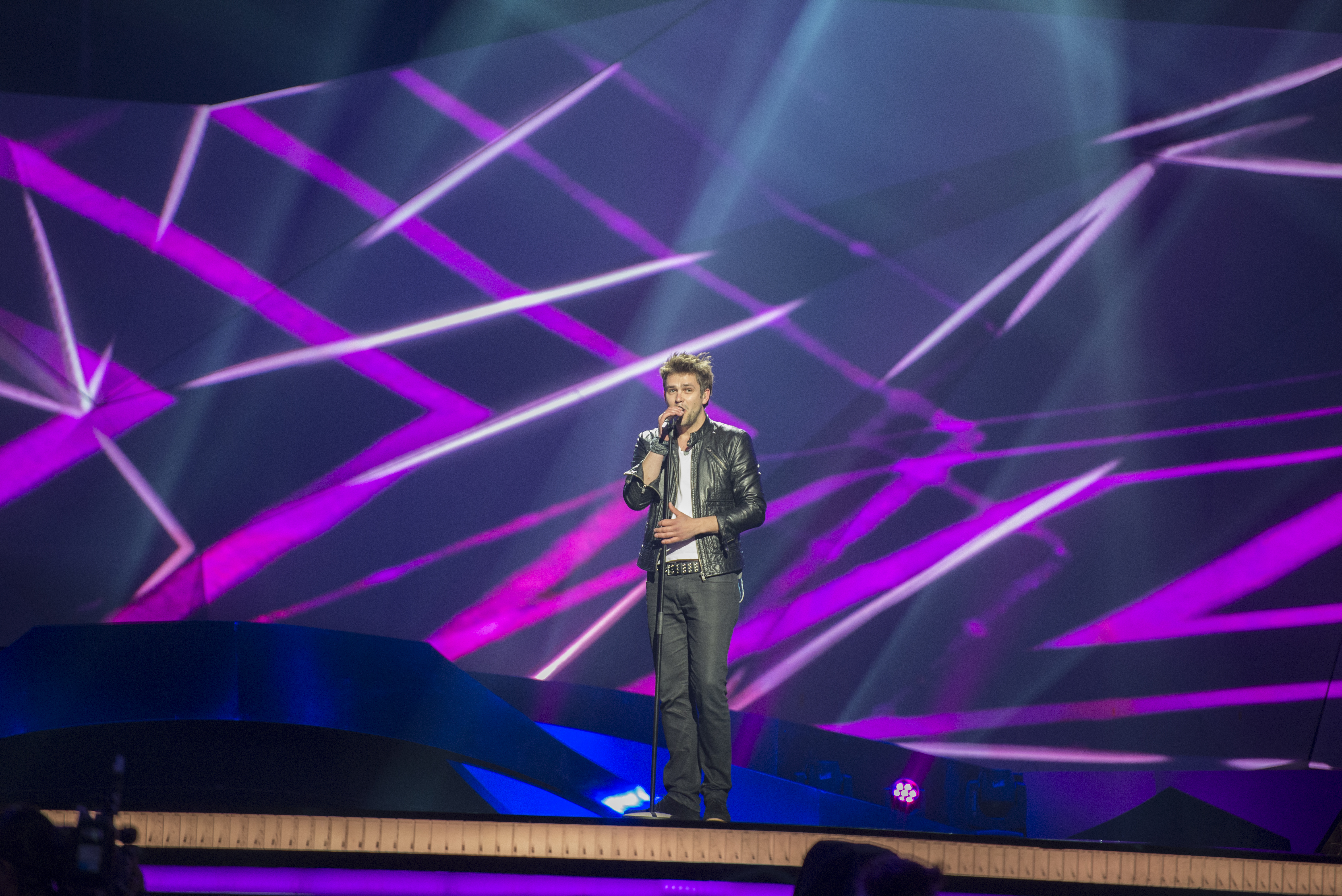
Andrius Pojavis i Malmö 2013.

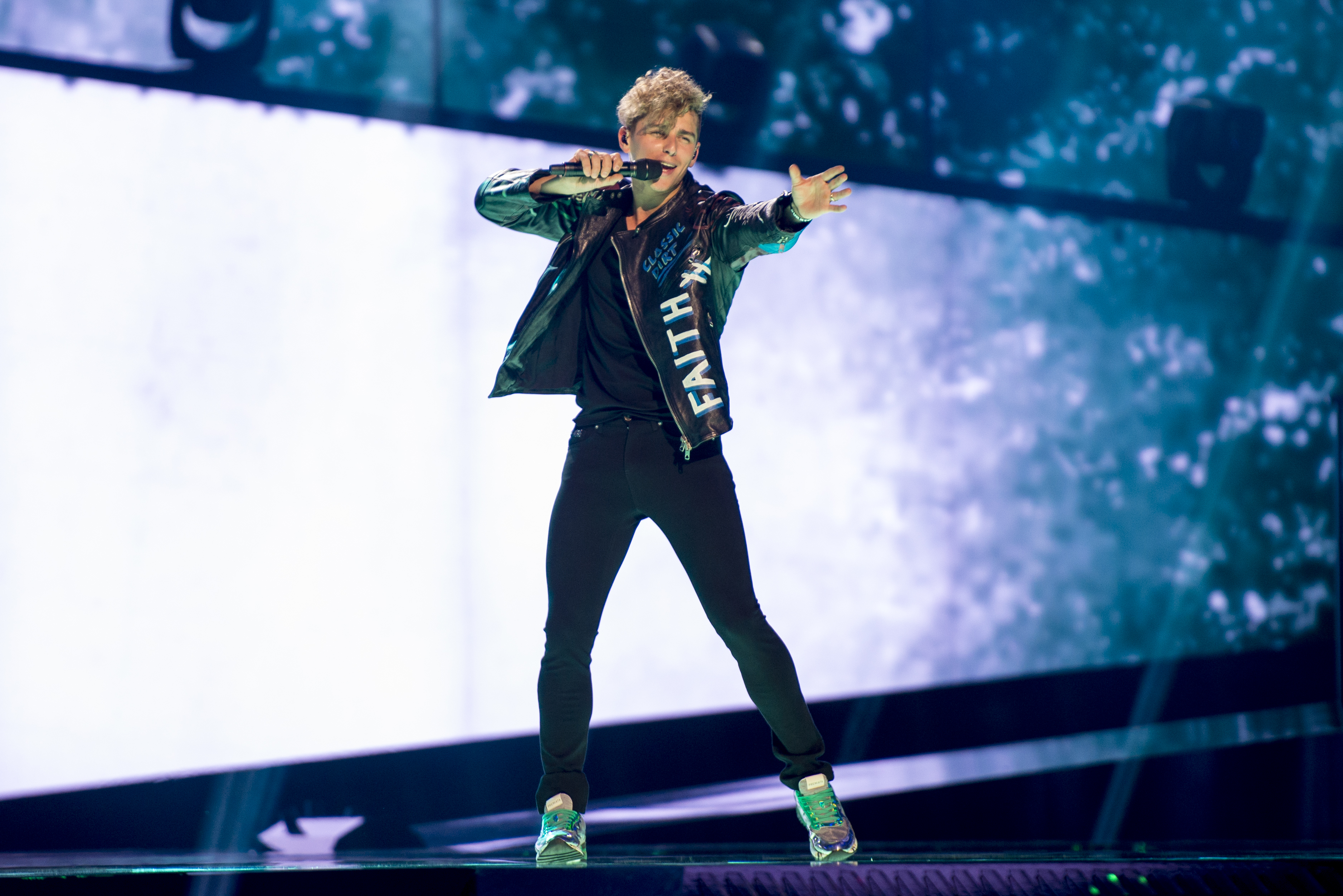
Donny Montell i Stockholm 2016.

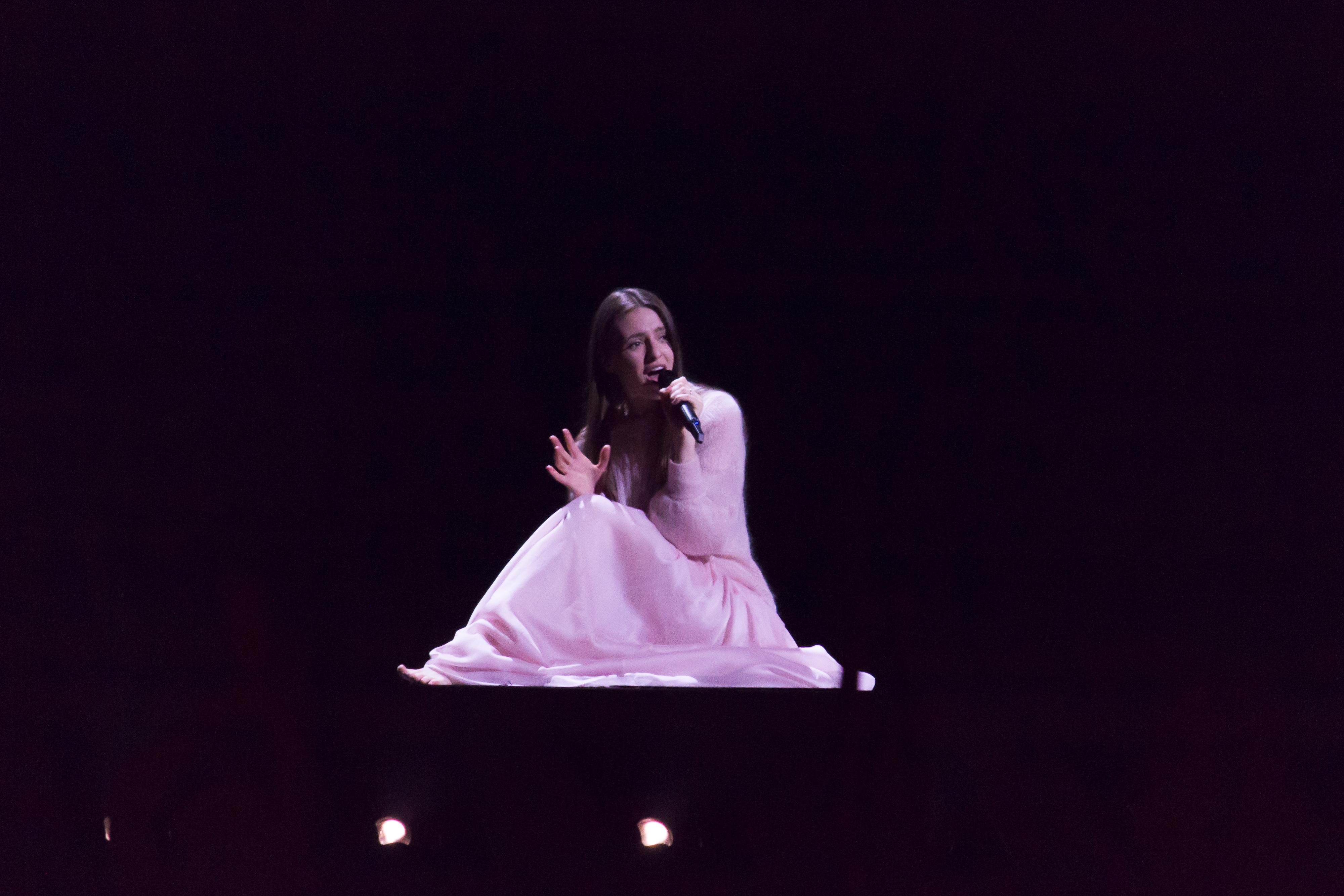
Ieva Zasimauskaitė i Lissabon 2018.

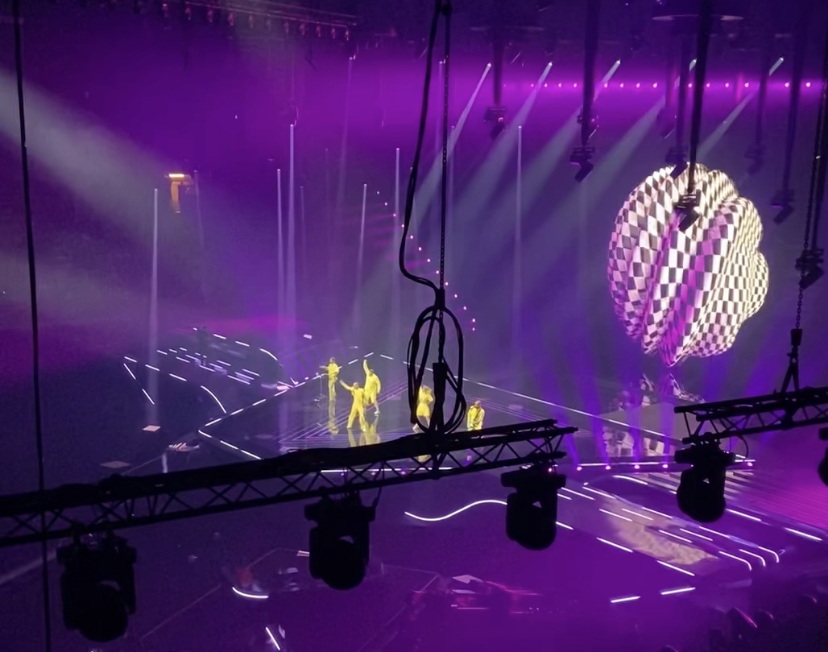
The Roop i Rotterdam 2021.

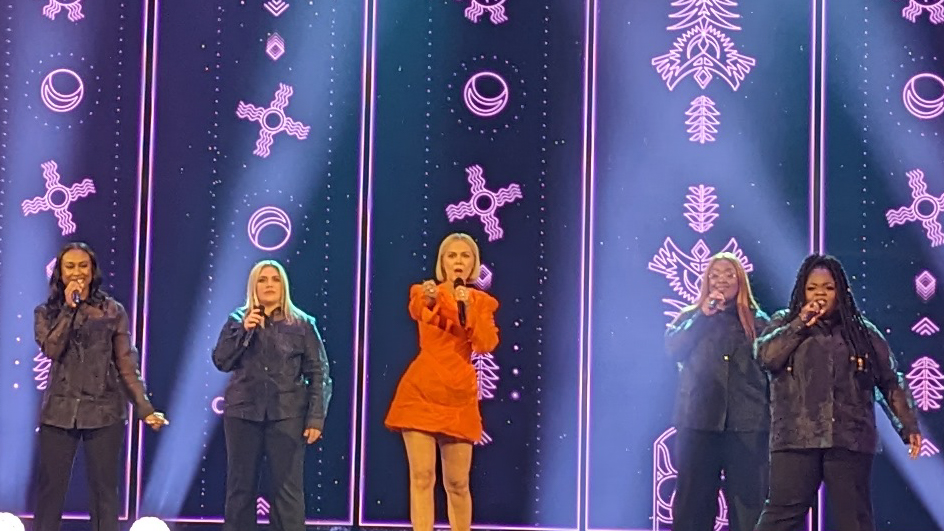
Monika Linkytė i Liverpool 2023.

Litauen debuterade i Eurovision Song Contest 1994 och har till och med 2025 deltagit 25 gånger. Det litauiska tv-bolaget Lietuvos Nacionalinis Radijas ir Televizija (LRT) har varit ansvarig för Litauens medverkan varje år sedan 1994. Alla gånger man har varit med, förutom debutåret, har landets artist och bidrag tagits ut genom en nationell uttagning. 
Litauen är det enda baltiska land som inte vunnit tävlingen. Bästa placeringen som landet hittills har är en sjätteplats i Aten 2006. Landet har kommit på pallplats en gång i semifinalen, tredjeplats i sin semifinal 2012.

## Litauen i Eurovision Song Contest

### Historia
Tillsammans med sju andra före detta kommuniststater debuterade Litauen 1994. Debutåret blev en mardröm då man kom sist i finalen och poänglöst. Då man hamnade sist fick man avstå tävlan 1995. Anledningen till detta var att de dåvarande tävlingsreglerna innebar att länder som placerade sig sämre ett år fick avstå medverkan året därpå för att kunna göra plats åt andra länder som hade fått avstå året innan att delta (Sovjetunionens och Jugoslaviens fall resulterade i att flera länder ville delta vilket ledde till denna regel). Men Litauen valde att avstå tävlan i fem år innan man återkom först 1999. Då hamnade man på tjugondeplats vilket ledde till att man behövde avstå från tävlan 2000. Samma sak upprepades 2003 då man kom näst sist i finalen året innan. När systemet med semifinal infördes 2004 misslyckades Litauen med att kvala sig till finalen i två år på raken, 2005 kom man dessutom sist i semifinalen. 2006 kom man för första gången till final och slutade på en överraskande sjätteplats med låten "We Are the Winners" framförd av gruppen LT United. Vid framförandet i finalen buades de ut av större delen av publiken eftersom flera andra förhandsfavoriter inte hade tagit sig vidare från semifinalen. Resultatet är Litauens bästa placering hittills. Resultatet innebar även att Litauen var direktkvalificerat till finalen 2007. Enligt dåvarande system direktkvalificerade sig samtliga topp tio länder till finalen året därpå. 2008 infördes systemet med två semifinaler. Litauen har sedan dess kvalat sig till finalen åtta gånger, men bara vid två tillfällen har man nått topp tio i finalen (2016 på niondeplats och 2021 på åttondeplats). Åttondeplatsen 2021 är landets hittills bästa sedan sjätteplatsen 2006. Totalt sett har Litauen sedan införandet av semifinal 2004 varit i finalen vid tio tillfällen, vilket av dom baltiska länderna har flest finalplatser.

### Nationell uttagningsform
Vid debuten 1994 använde man sig av internval för att utse artisten och låten. Sedan 1999 har man vid alla tillfällen man deltagit använt sig av en nationell uttagning. Uttagningens namn och upplägg har varierat mellan åren med bland annat en final, semifinal och final och flera heats med semifinal och final.

## Resultattabell
| 1 | Vinnare                            |
| 2 | Andra plats                        |
| 3 | Tredje plats                       |
| ◁ | Sista plats                        |
| X | Ett bidrag valdes men tävlade inte |

| År                               | Artist                          | Bidrag                             | Språk               | Final              | Poäng              | Semi               | Poäng              |
| -------------------------------- | ------------------------------- | ---------------------------------- | ------------------- | ------------------ | ------------------ | ------------------ | ------------------ |
| 1994                             | Ovidijus Vyšniauskas            | "Lopšinė mylimai"                  | Litauiska           | 25                 | 0                  | Inga semifinaler   | Inga semifinaler   |
| Deltog inte mellan 1995 och 1998 |                                 |                                    |                     |                    |                    |                    |                    |
| 1999                             | Aisté                           | "Strazdas"                         | Žemaitiska          | 20                 | 13                 | Inga semifinaler   | Inga semifinaler   |
| Deltog inte 2000                 |                                 |                                    |                     |                    |                    |                    |                    |
| 2001                             | SKAMP                           | "You Got Style"                    | Engelska, litauiska | 13                 | 35                 | Inga semifinaler   | Inga semifinaler   |
| 2002                             | Aivaras                         | "Happy You"                        | Engelska            | 23                 | 12                 | Inga semifinaler   | Inga semifinaler   |
| Deltog inte 2003                 |                                 |                                    |                     |                    |                    |                    |                    |
| 2004                             | Linas and Simona                | "What's Happened To Your Love?"    | Engelska            | Kvalificerade inte | Kvalificerade inte | 16                 | 23                 |
| 2005                             | Laura & The Lovers              | "Little by Little"                 | Engelska            | Kvalificerade inte | Kvalificerade inte | 25                 | 17                 |
| 2006                             | LT United                       | "We Are the Winners"               | Engelska            | 6                  | 162                | 5                  | 163                |
| 2007                             | 4FUN                            | "Love or Leave"                    | Engelska            | 21                 | 28                 | Direktkvalificerad | Direktkvalificerad |
| 2008                             | Jeronimas Milius                | "Nomads in the Night"              | Engelska            | Kvalificerade inte | Kvalificerade inte | 16                 | 30                 |
| 2009                             | Sasha Son                       | "Love"                             | Engelska, ryska     | 23                 | 23                 | 9                  | 66                 |
| 2010                             | InCulto                         | "Eastern European Funk"            | Engelska            | Kvalificerade inte | Kvalificerade inte | 12                 | 44                 |
| 2011                             | Evelina Sašenko                 | "C'est ma vie"                     | Engelska, franska   | 19                 | 63                 | 5                  | 81                 |
| 2012                             | Donny Montell                   | "Love Is Blind"                    | Engelska            | 14                 | 70                 | 3                  | 104                |
| 2013                             | Andrius Pojavis                 | "Something"                        | Engelska            | 22                 | 17                 | 9                  | 53                 |
| 2014                             | Vilija                          | "Attention"                        | Engelska            | Kvalificerade inte | Kvalificerade inte | 11                 | 36                 |
| 2015                             | Monika Linkytė & Vaidas Baumila | "This Time"                        | Engelska            | 18                 | 30                 | 8                  | 67                 |
| 2016                             | Donny Montell                   | "I've Been Waiting for This Night" | Engelska            | 9                  | 200                | 4                  | 222                |
| 2017                             | Fusedmarc                       | "Rain of Revolution"               | Engelska            | Kvalificerade inte | Kvalificerade inte | 17                 | 42                 |
| 2018                             | Ieva Zasimauskaitė              | "When We're Old"                   | Engelska            | 12                 | 181                | 9                  | 119                |
| 2019                             | Jurij Veklenko                  | "Run with the Lions"               | Engelska            | Kvalificerade inte | Kvalificerade inte | 11                 | 93                 |
| 2020                             | The Roop                        | "On Fire"                          | Engelska            | Tävlingen inställd | Tävlingen inställd | Tävlingen inställd | Tävlingen inställd |
| 2021                             | The Roop                        | "Discoteque"                       | Engelska            | 8                  | 220                | 4                  | 203                |
| 2022                             | Monika Liu                      | "Sentimentai"                      | Litauiska           | 14                 | 128                | 7                  | 159                |
| 2023                             | Monika Linkytė                  | "Stay"                             | Litauiska, engelska | 11                 | 127                | 4                  | 110                |
| 2024                             | Silvester Belt                  | "Luktelk"                          | Litauiska           | 14                 | 90                 | 4                  | 119                |
| 2025                             | Katarsis                        | "Tavo akys"                        | Litauiska           | 16                 | 96                 | 6                  | 103                |

## Röstningshistoria (1994–2018)[1]
Litauen har givit flest poäng till:
| Nr | Land     | Poäng |
| -- | -------- | ----- |
| 1  | Ryssland | 112   |
| 2  | Lettland | 91    |
| 3  | Sverige  | 87    |
| 4  | Ukraina  | 78    |
| 5  | Georgien | 69    |

Litauen har mottagit flest poäng av:
| Nr | Land           | Poäng |
| -- | -------------- | ----- |
| 1  | Lettland       | 90    |
| 2  | Irland         | 81    |
| 3  | Storbritannien | 66    |
| 4  | Estland        | 51    |
| 5  | Norge          | 49    |

- Observera att poängen endast gäller poäng i final.